# Новая Гвинея (альбом)
«Новая Гвинея» — четвёртый студийный альбом российско-гвинейской банана-панк-рок-группы Кок Оду. Выпущен 3 сентября 2013 года.

## История создания
Самая старая песня из альбома — «Моль» была написана ещё в начале 2000 гг. и выходила в первой пластинке «Тропический Альбом» 2006 года. Музыканты полностью переаранжировали 4 старых песни, выходившие в предыдущих альбомах. «Танец Бурбы-Сауль» была записана весной 2013 года с музыкантами из Los de Abajo (Mexico) в акустической версии, ровно за полгода до официального релиза альбома. В итоге, в альбом, совместная работа с мексиканцами, так и не вошла.
К репетиции песен из будущего альбома группа приступила ещё в конце 2012 года. Одной из первых была полностью сделана аранжировка к заглавной композиции — «Папуа — Новая Гвинея». Четверостишия и тексты, являющиеся вступлениями к композициям «Луна Уругвая» и «Земляники Привкус Сладкий» написаны в последний день. Записав половину альбома, из группы уходят барабанщик и бас-гитарист. В итоге работа в студии продлилась на несколько месяцев дольше, чем планировалось.
— На каком-то этапе у нас произошли изменения в составе группы, но мы договорились их не комментировать. Хотели издать альбом в середине июня, но не успели и перенесли на конец августа. Мы вернулись к тому, с чего и начинали. Добавили тропического саунда и наших любимых «фишек» в песни, которыми всегда отличались от других. Не раз, на концертах, слышали, что этого не достает. — Из официального релиза альбома группы «Новая Гвинея»
За несколько недель до выхода альбома группа снимает видео на песню «Папуа — Новая Гвинея».

## Список композиций
| №   | Название                    | Длительность |
| --- | --------------------------- | ------------ |
| 1.  | «Intro»                     | 2:17         |
| 2.  | «Папуа — Новая Гвинея»      | 2:58         |
| 3.  | «Рок-Носорог»               | 4:03         |
| 4.  | «Альбатрос»                 | 3:41         |
| 5.  | «Жираф В Штрафной»          | 3:26         |
| 6.  | «Моль»                      | 3:09         |
| 7.  | «Чёрная Мамба»              | 1:52         |
| 8.  | «Земляники Привкус Сладкий» | 0:20         |
| 9.  | «Мантра Анаманату»          | 4:58         |
| 10. | «Подожди Меня У Водопада»   | 3:15         |
| 11. | «Минеральная»               | 3:05         |
| 12. | «Тема Раста»                | 3:22         |
| 13. | «Танец Бурбы-Сауль»         | 3:12         |
| 14. | «Плач Пантеры»              | 4:50         |
| 15. | «Луна Уругвая»              | 3:51         |
| 16. | «Ветром Улетаю»             | 4:33         |
| 17. | «Outro»                     | 0:46         |

## Участники
- Вадим «Обезьян» Туватин — вокал, стихи
- Павел «Барсук» Барсуков — ударные
- Александр «Заяц» Зайцев — бас-гитара, бэк-вокал
- Дмитрий «Ленивец» Докучаев — гитара, акустическая гитара, бэк-вокал, музыка
- Дмитрий «Бизон» Жилкин — баян 15
- Евгения Фильчагова — скрипка 16
- Екатерина Кулешова — вокал 6
- Роман «Суслик» Базан — вокал 15
- Дизайн обложки: Роман Базан
- Запись и сведение произведены на студии «Studio24».
- Саунд-продюсер: Илья Фильчагов

## Отзывы и критика
По мнению многих поклонников «Кок Оду» альбом является одним из лучших творений группы, а музыкальные критики авторитетного российского журнала «Rockkor» так отозвались о пластинке:

— Написать полтора десятка песен настолько ярких, что, по большому счёту, уже вообще не будет желания даже задумываться о том, что тексты представляют собой бредятину, настолько всё весело, — это надо уметь, записать панк-альбом, который даже такой закоренелый металлист, как я, захочет залить себе в плеер, — для этого надо быть группой Кок Оду, а альбом назвать «Новая Гвинея». — Журнал «Rockcor». Выпуск N6 (2013) 

## Интересные факты
- Мелодией песни «Outro» послужила гитарная импровизация Дмитрия «Ленивца» Докучаева.
- Клип на заглавную песню альбома «Папуа — Новая Гвинея» в ротации телеканала «A-ONE» (Перший альтернативний телеканал). В съёмках видео приняли участие лишь два участника группы[7].
- Соло к песне «Моль», полностью копирует вступление песни «Thundertrack» группы AC/DC. Изначально, было записано две разных версии и какое соло оставить решалось в последний момент.